# Franklin, Michigan
Franklin är en ort (village)  i Oakland County i Michigan. Vid 2010 års folkräkning hade Franklin 3 150 invånare.